# San Juanito
San Juanito è un comune della Colombia del dipartimento di Meta.
Il centro abitato venne fondato da Juan Bautista Arnaud nel 1915, mentre l'istituzione del comune è del 19 novembre 1981.